# José Arlindo Kunzler
José Arlindo Kunzler (Montenegro, 13 de junho de 1925 — Brasília, 6 de junho de 2011) foi um advogado, contador, economista e político brasileiro.
Nasceu em Harmonia, no município de Montenegro, filho de Jacob Kunzler e Leopoldina Assmann. Fez seus estudos primários em Bom Princípio e os secundários em Porto Alegre. Graduou-se em Contabilidade e Ciências Econômicas em Porto Alegre e em Direito em Brasília. 
Exerceu o mandato de vereador em Três Passos, pelo PSD, entre 1951 e 1954, numa época em que os mandatos não eram remunerados. Foi eleito deputado estadual, pelo PSD, para a 39ª, 40ª e 41ª Legislaturas da Assembleia Legislativa do Rio Grande do Sul, de 1955 a 1963.
Mudou-se para Brasília em 1967 para desempenhar o mandato como deputado federal por três legislaturas consecutivas, pela ARENA, no período de 1967 a 1979. No entanto, com o fechamento do Congresso Nacional durante a ditadura militar, teve de procurar outra atividade. Criou, então, ao lado da mulher, Therezinha, uma loja de produtos típicos gaúchos, a Casa do Rio Grande do Sul, que existe até hoje. Com a reabertura da Câmara, reassumiu o mandato e permaneceu lá por três legislaturas. Atuou como servidor público no Ministério da Educação por 14 anos, lutando pela construção de escolas técnicas. Aposentou-se do Ministério da Educação em 1999, no cargo de Coordenador Geral de Normas e Ensino Tecnológico, aos 74 anos de idade. Em 2006, finalizou a coleta de informações, organização e escrita do livro "Genealogia da famílias Kunzler & Kuntzler", relatando a história e árvore genealógica da família Kunzler, desde a primeira geração que imigrou para o Brasil em 1829.